# Fußartillerie

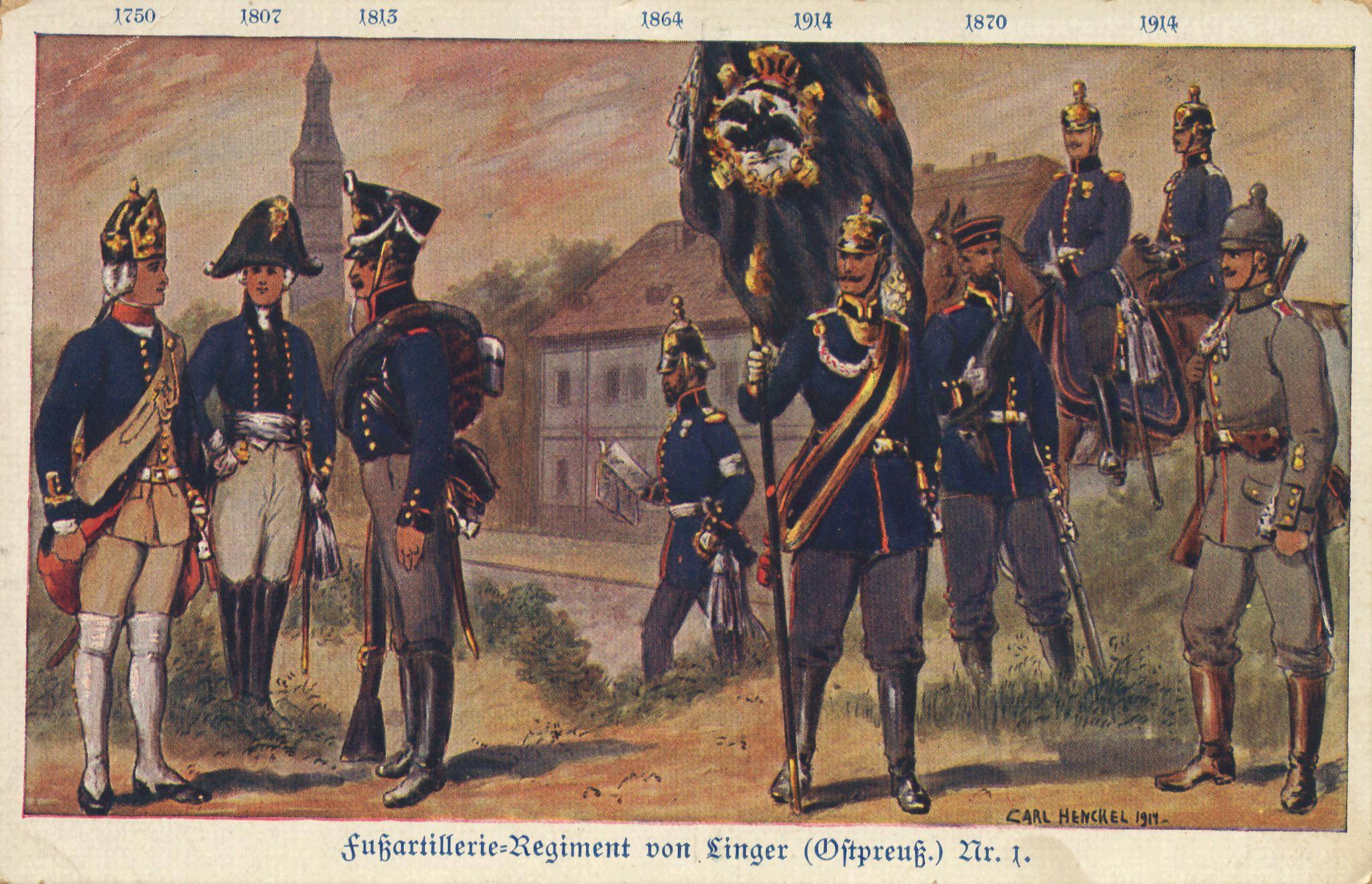
Preußische Fußartillerie 1750–1914

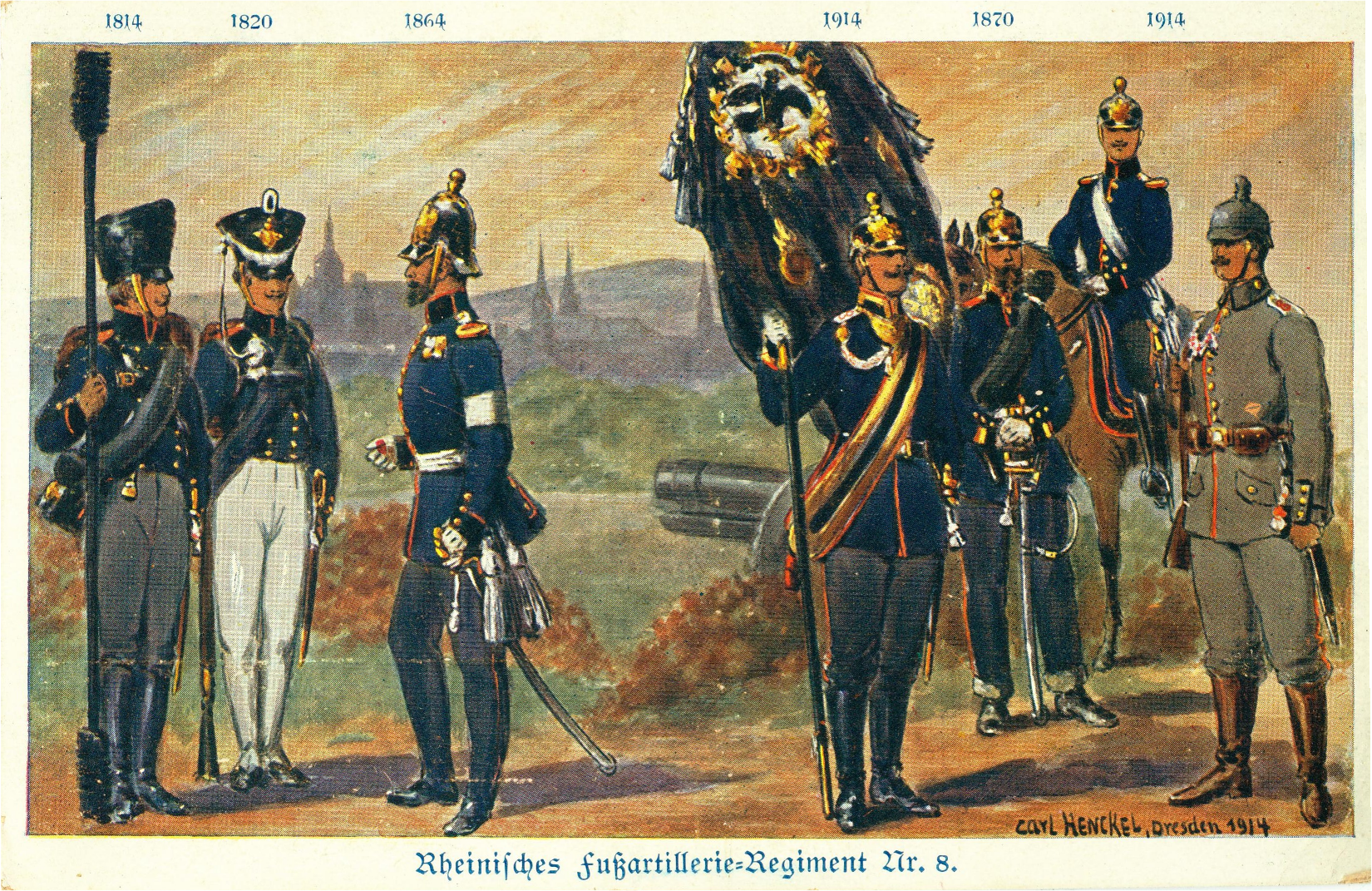
Preußische Fußartillerie 1814–1914

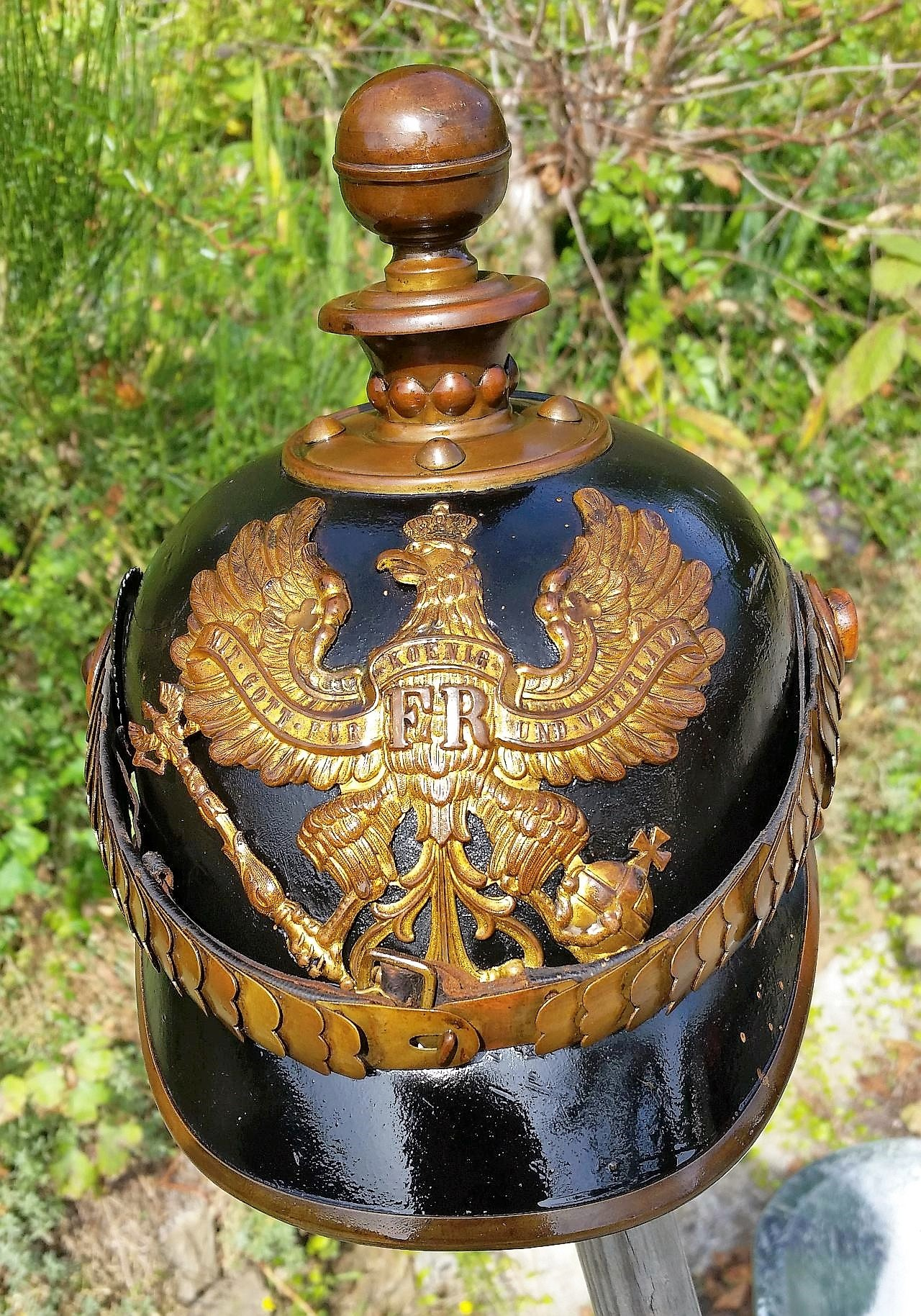
Preußischer Artilleriehelm mit Devise Mit Gott für König und Vaterland

Fußartillerie (vgl. französisch artillerie à pied) war ein Begriff im Militärwesen. Sie war neben der reitenden Artillerie (auch, insbes. in Österreich, fahrende Artillerie genannt) ursprünglich ein Teil der Artillerie. Beide Gattungen bzw. ihre Ursprünge gab es in den europäischen Armeen spätestens seit Anfang des 18. Jahrhunderts.
Im deutschen Heer zu Zeiten des Kaiserreichs hoben sich die mit schwereren Geschützen ausgestatteten Truppenteile der Artillerie technisch und organisatorisch immer mehr ab und bildeten schließlich ab 1872 neben der (leichteren) Feldartillerie eine eigenständige Waffengattung, insbesondere als schwere Artillerie des Feldheeres (Belagerungsartillerie). Diese Unterscheidung wurde bei der Reichswehr nicht mehr vorgenommen, weil ihr schwere Artillerie durch den Versailler Vertrag verboten war.
Charakteristisch und namensgebend war, dass die Bedienungsmannschaften der Fußartillerie im Unterschied zur fahrenden bzw. reitenden Feldartillerie nicht auf der Protze fuhren oder beritten waren, sondern zu Fuß marschierten. Nur das Geschütz sowie die Wagen für Munition und Material waren bespannt. Lediglich für schnelle Bewegungen auf dem Schlachtfeld saß die Mannschaft auf Protze und Geschütz (früher auch auf den Handpferden der Bespannung) auf.
Zur Fußartillerie gehörte auch die ortsfeste Küsten- und die Festungsartillerie.
Die Fußartillerie war unbespannt, im Kriegsfall bzw. bei Übungen mussten Pferde bei anderen Formationen ausgeborgt, von zivilen Stellen gemietet oder beschlagnahmt werden. Im 18. Jahrhundert legte sie im Schritt in einer Minute 80, in drei Minuten 240 und in 22 Minuten 1.860 Meter zurück. Sie konnte sich bis zu zehn Minuten im Trabe bewegen, wobei die Mannschaft sich an den Pferden und Lafetten festhielt und dabei eine Strecke von 1.800 Meter zurücklegte.
Die kleinste selbständige Einheit hieß Kompanie, wobei sich dies nur auf die Kanoniere bezog. Bei der Mobilisierung bildeten die Kompanien zusammen mit ihren Geschützen Batterien. Gegen Ende des 19. Jahrhunderts wurde diese Bezeichnung auch auf den demobilen Zustand übertragen. Die Batterien wurden zu Bataillonen, diese zu Regimentern und diese zu Brigaden vereinigt. Je nach Zuteilung zu den höheren Kommandoebenen unterschied man Divisionsartillerie und Korpsartillerie bzw. Reserveartillerie.
Uniformierung
Die preußischen Artilleristen trugen bis zum Regierungsantritt Friedrich Wilhelm II. 1786 blaue Röcke und Dreispitze, die um 1750 die schwarzen Füsiliermützen abgelöst hatten, dann quergesetzte, schwarze Zweispitze mit einer dreiflammigen Granate als Abzeichen. Friedrich Wilhelm III. führte 1798 schwarze Kragen und Aufschläge ein. Fortan blieb bis 1918 schwarz die Waffenfarbe der Artillerie.
Die preußischen Artilleristen trugen nach der Reorganisation der Armee im Jahre 1808 dunkelblaue Waffenröcke wie die Infanterie und Tschakos mit dem Abzeichen von 1786. Auf dem 1843 eingeführten Pickelhelm befand sich seit 1845 statt der Spitze eine Kugel.

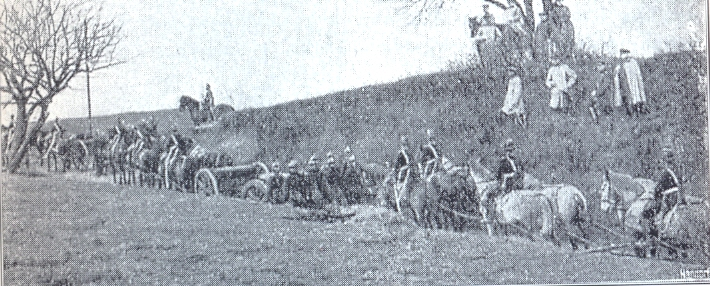
Fußartillerie auf dem Marsch
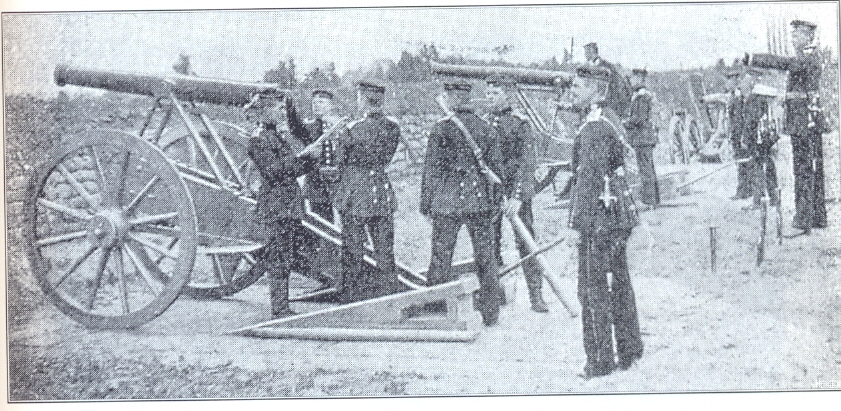
Fußartillerie beim Exerzieren
Preußischer Kanonier 1808
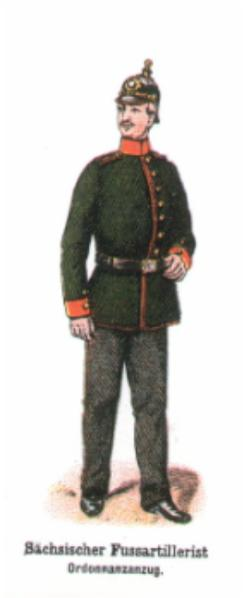
Sächsischer Fußartillerist um 1900